# Пономарёв, Борис Дмитриевич
Борис Дмитриевич Пономарёв (27 декабря 1915, Кукарка, Вятская губерния — 16 июля 1999, деревня Ильинская Слобода, Московская область) — священнослужитель Русской православной церкви, митрофорный протоиерей, настоятель храма Илии Пророка в деревне Ильинская Слобода.

## Биография
В пятилетнем возрасте потерял отца, который умер от тифа. Воспитывался он у бабушки Екатерины, которая и привила ему любовь к Церкви Христовой. Вместе с бабушкой он часто бывал в храме, любил читать Священное Писание. Мальчиком прислуживал в храме Покрова Божией Матери.
На второй день Великой Отечественной войны был призван на фронт, воевал на Ленинградском фронте. В сентябре 1942 года был ранен, и после выздоровления вернулся в свою часть. За ратные труды был награждён орденом Отечественной войны I степени, семью медалями.
Демобилизовался в 1946 году, и в этом же году поступил в духовную семинарию.
28 мая 1952 года рукоположён в диакона, а на следующий — день во пресвитера архиепископом Можайским Макарием (Даевым).
В 1952 году назначен настоятелем Покровской церкви села Малое Карасево Коломенского района, а годом позже — настоятелем также Покровской церкви села Хомутова Щёлковского района.
В феврале 1955 года назначен настоятелем храма во имя Пророка Божия Илии в Ильинской слободе. В годы войны сильно пострадала от осколков вражеских снарядов.
В 1980 году протоиерей Борис был награждён Патриаршей грамотой.
Скромность и трудолюбие отца Бориса снискали к нему всеобщее уважение. Многое в храме он делал своими руками. Оказывал помощь восстанавливающимся храмам Можайского и Рузского районов, помогал сёстрам Спасо-Бородинского монастыря.
С конца 1994 года он по совместительству исполнял обязанности настоятеля Михаило-Архангельской церкви в селе Архангельском Рузского района и руководил восстановительными работами.
В 1995 был удостоен ордена святого равноапостольного князя Владимира II степени и права служения Божественной литургии с отверстыми Царскими Вратами до молитвы «Отче наш».
Убит 16 июля 1999 года в деревне Ильинская Слобода Можайского района Московской области тремя рецидивистами, проникшими в храм ради кражи нескольких старинных икон. По другим данным - двое бывших заключённых  были знакомы с отцом Борисом и его супругой. Приблизительно около 8 часов утра, находясь в состоянии алкогольного опьянения они пришли к настоятелю просить денег и, получив отказ стали зверски избивать настоятеля, его супругу Софью Фёдоровну и сестру его супруги - Марию Фёдоровну Божанову. Поняв, что священник мёртв, один из нападавших сорвал с Марии Фёдоровны золотую цепочку с нательным крестиком, затем схватили несколько находящихся в доме икон (как потом выяснилось - не представляющих художественной ценности) с целью их продать и скрылись. Раскрытие преступления взял под личный контроль бывший на тот момент министр МВД Владимир Рушайло. Оперативно-следственная группа выявила 120 человек, которые постоянно приходили к протоиерею. В близлежащих населённых пунктах и в самой Ильинской Слободе было опрошено 564 человека. Вскоре, в совершении данного преступления были выявлены двое подозреваемых местных жителя. Им было предъявлено обвинение по ст.105 ч.2 п.«з» УК РФ, которое впоследствии было переквалифицировано на ч.3 пункт «а» и ч.4 111 статьи.